# پردیس سینمایی کیهان
پردیس سینمایی کیهان یک پردیس سینمایی در شهر آبادان، ایران است.
این سینما که در سال ۱۳۴۶ با یک سالن ۷۰۰ نفری ساخته شده در دهه هشتاد شمسی بازسازی و پس از مدت کوتاهی فعالیت تعطیل شده بود. سینما کیهان در شهریور ۱۳۹۹ توسط حوزه هنری مورد بازسازی و گسترش قرار گرفت و در آذر ۱۴۰۱ با سه سالن سینما بازگشایی شد.